# Ruimtemeetkunde
De ruimtemeetkunde of stereometrie is het vak waarin de planimetrie, de klassieke, vlakke meetkunde, maar ook structuren met meer dan twee dimensies worden bestudeerd. Aanvankelijk wordt vooral de driedimensionale euclidische ruimte bestudeerd, waarvoor de {\displaystyle \mathbb {R} ^{3}} model staat. 
Als schoolvak in het middelbaar onderwijs (de voormalige HBS en het gymnasium) werd de ruimtemeetkunde stereometrie genoemd.

## Basisbegrippen
Elementen van de {\displaystyle \mathbb {R} ^{n}} heten punten. De afstand tussen twee punten is de lengte van hun verschilvector. Een lijn is een lineaire variëteit van een eendimensionale deelruimte van {\displaystyle \mathbb {R} ^{n}}. Een hypervlak is een lineaire variëteit van een deelruimte met codimensie een, dus dimensie {\displaystyle n-1}. Als {\displaystyle n=3} noemt men een hypervlak een vlak. Twee lijnen kunnen elkaar snijden, kruisen en evenwijdig zijn. Twee lijnen, die elkaar kruisen, zijn twee lineaire variëteiten van verschillende eendimensionale deelruimten. Zij hebben een verschillende richting en zijn disjunct, dus hebben geen enkel punt gemeen.
De euclidische structuur krijgt men door het invoeren van een inwendig product. Daarmee wordt de {\displaystyle \mathbb {R} ^{n}} een reële hilbertruimte. Twee vectoren verschillend van nul, heten onderling loodrecht als hun inwendig product nul is. Twee deelruimten, en hun nevenklassen, zijn loodrecht als hun vectoren twee aan twee loodrecht zijn.

## Elementaire stellingen
Tussen een lijn, hypervlak of lineaire variëteit van een andere dimensie en een punt dat er niet toe behoort, is er een lijnstuk vanaf dat punt, de loodlijn, die loodrecht op die lineaire variëteit staat. De loodlijn meet de kortste afstand tussen het punt en de lineaire variëteit.
Er ligt tussen twee kruisende lijnen in de {\displaystyle \mathbb {R} ^{3}} precies een loodlijn, die beide lijnen snijdt.